# Marosi Pál
Marosi Pál (Marosvásárhely, 1925. augusztus 11. – Kolozsvár, 1989. május 10.) magyar hidrogeológus, földtani szakíró. Molter Károly fia, Marosi Péter és Marosi Barna testvére.

## Életpályája
Szülővárosa Református Kollégiumában érettségizett (1944), a kolozsvári Bolyai Tudományegyetem természetrajzi karán végezte főiskolai tanulmányait, s a bukaresti Parhon Egyetemen államvizsgázott (1949), a moszkvai Lomonoszov Egyetem geológiai karán doktorátust szerzett (1954). Tanári pályáját régi iskolájában kezdte, gyakornok, majd 1953-tól előadótanár a Bolyai, ill. Babeş-Bolyai Egyetemen.
Első írása Moszkvában oroszul jelent meg (1954). Geológiai és hidrológiai szakdolgozatait a Studia Universitatis Babeş-Bolyai földtani és földrajzi sorozata s a Studii Tehnice şi Economice közölte, ezekben többek közt a marosújvári sóstavak eredetéről, a Hunyadi Medence geológiai szerkezetéről és mélyvizeiről, Kolozsvár környékének vízadó szintjeiről értekezett. Munkásságának elméleti eredményeként értékelhető a síkság-peremi hegylábi üledékes formációk földalatti vizei zonalitásának és mineralizációjuk eredetének, pontosabban e kérdések törvényszerűségeinek általános és helyi tisztázása.
Ismeretterjesztő írásaival a Korunk, A Hét, Előre, Igazság hasábjain jelentkezett. Gondozásában jelent meg Kisgyörgy Zoltán-Kristó András Románia ásványvizei (1978) és Veres József Ásványgyűjtők könyve (Kiskalauz, 1981) c. munkája.

## Egyetemi tankönyvei
- Hidrogeologie (I. Predával közösen, 1971);
- Hidrogeologie (Capitole alese. I. 1980. II. 1981. A Babeş-Bolyai Egyetem sokszorosítása, Kolozsvár).

## Angol nyelvre fordított munkája
- A review of the Evolution of Theories on the Origin of Loess. Strondsburg, USA. 1975.